# HD 50499
HD 50499 ist ein 150 Lichtjahre von der Erde entfernter Stern im Sternbild Puppis. Er besitzt eine scheinbare visuelle Helligkeit von 7,2 mag.
Im Jahre 2005 publizierten Steven Vogt et al. die spektroskopische Entdeckung eines extrasolaren Planeten, der diesen Stern umrundet und die systematische Bezeichnung HD 50499 b erhalten hat. Der Begleiter weist Umlaufperiode von knapp 2500 Tagen auf und eine Mindestmasse von rund 1,7 Jupitermassen.